# Nomisia fortis
Espèce
Nomisia fortis est une espèce d'araignées aranéomorphes de la famille des Gnaphosidae.

## Distribution
Cette espèce est endémique de La Gomera aux îles Canaries en Espagne,.

## Description
Les femelles mesurent de 9 à 12 mm.

## Publication originale
- Dalmas, 1921 : Monographie des araignées de la section des Pterotricha (Aran. Gnaphosidae). Annales de la Société Entomologique de France, vol. 89, p. 233-328 (texte intégral).